# Louis Constant Wairy

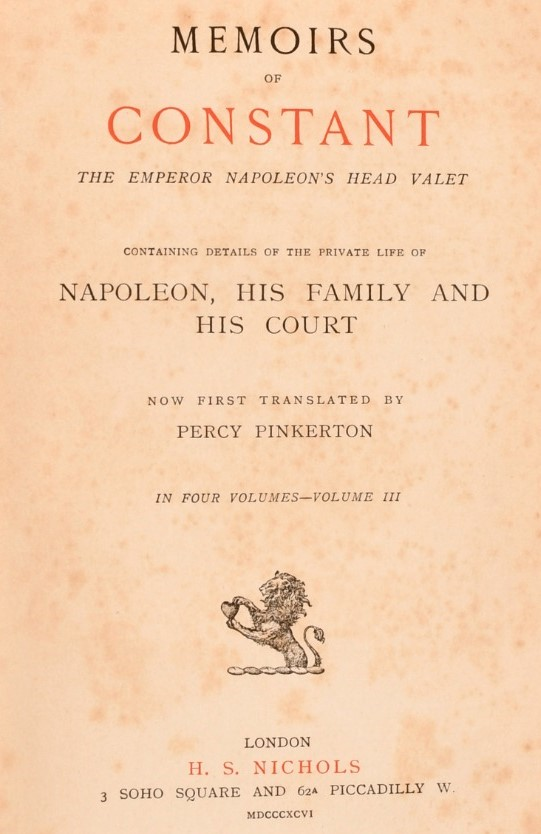

Louis Constant Wairy (ur. 2 grudnia 1778 w Péruwelz, zm. 27 czerwca 1845 w Breteil – francuski pisarz, kamerdyner cesarza Napoleona w latach 1800–1814. Autor barwnych pamiętników, w których opisał wojny napoleońskie, wyprawę na Moskwę, bitwę pod Lipskiem, ale też życie prywatne cesarza.